# Bob Montgomery (boxe anglaise)
Bob Montgomery est un boxeur américain né le 10 février 1919 à Sumter, Caroline du Sud, et mort le 25 août 1998 à Philadelphie, Pennsylvanie.

## Carrière
Il devient champion des poids légers de la New York State Athletic Commission (NYSAC) en battant aux points Beau Jack le 21 mai 1943; perd le combat revanche le 19 novembre mais reprend son bien le 3 mars 1944.
Montgomery conserve son titre NYSAC contre Allie Stolz et Wesley Mouzon mais s'incline le 4 août 1947 face à Ike Williams.

## Distinctions
- Bob Montgomery est membre de l'International Boxing Hall of Fame depuis 1995.
- Jack - Montgomery II est élu combat de l'année en 1943 par Ring Magazine.
- Montgomery - Jack III est élu combat de l'année en 1944.